# Sálvame (canción de Fangoria)
«Sálvame» es una canción interpretada por el grupo español Fangoria, incluida en su primer EP, Un día cualquiera en Vulcano S.E.P. 1.0. (1992). Las compañías GASA y Metal Sonic Disco la publicaron como el primer sencillo del disco en junio de 1992, y posteriormente figuró en los recopilatorios Un día cualquiera en Vulcano (2003) y El paso trascendental del vodevil a la astracanada (2010). Fue compuesta por Alaska, Nacho Canut, Pablo Sycet y Bazoka Nut, mientras que Danny Hyde la produjo. La letra, un tanto existencialista, trata sobre una persona que ha tocado fondo y le suplica a Dios que la salve. «Sálvame» combinó los géneros pop experimental, la electrónica y una letra con reminiscencia a la música cristiana. 

## Publicación
En junio de 1992 ve la luz el álbum de Un día cualquiera en Vulcano S.E.P. 1.0, para presentar el disco se elige el tema «Sálvame», quizá el tema más popular y que refleja muy bien las nuevas ambiciones sonoras del dúo. El sencillo promocional de 7 pulgadas incluye «Sálvame (Radio Edit)» y «Sálvame (Deja-Vu)»; el maxisencillo de 12 pulgadas, cuatro remezclas: «Sálvame (Babalú)», «Sálvame (Mr. Hyde)», «Sálvame (Dr. Jeckyll)» y «Sálvame (Flashback)» La cubierta es color morada con un dibujo abstracto rojo, el mismo que aparece en la cubierta de Un día cualquiera en Vulcano S.E.P. 1.0

## Vídeos musicales
Se realizan de este dos vídeos musicales, uno con la versión «Radio Edit» de la canción realizado por Alberto Sciamma y el otro con el remix «Revisión líquida», por Jorge Ortiz. Ambos producidos por Vídeo Inferno, productora creada bajo el auspicio de los Estudios Vulcano.

### Vídeo «Radio Edit»
El primer videoclip, se presenta como una animación emulando ser un videojuego. Cargado de elementos religiosos, simbologías y gore. El director, Alberto Sciamma recibe varios premios por los efectos gráficos. Comienza con una melodía y la leyenda: "Un día cualquiera en Vulcano..." sobre un fondo de estrellas, luego en el centro, un remolino psicodélico y continúa con letras rojas: "Fangoria se encuentran atrapados entre el bien y el mal, entre lo divino y lo Divine. Esperan ser salvados para encontrar su camino Hacia la luz". Aparece un cielo nublado que se despeja y deja al descubierto la palabra «Sálvame» también en letras rojas. En una cruz aparece los rostros de Alaska y Nacho, aunque el protagonista de este videoclip/videojuego es Jesucristo representado en forma de persona y como El Ojo que Todo lo Ve. Suenan las primeras notas de «Sálvame», Jesús avanza en la pantalla como si fuera un juego de plataformas mientras recolecta pequeñas cruces.

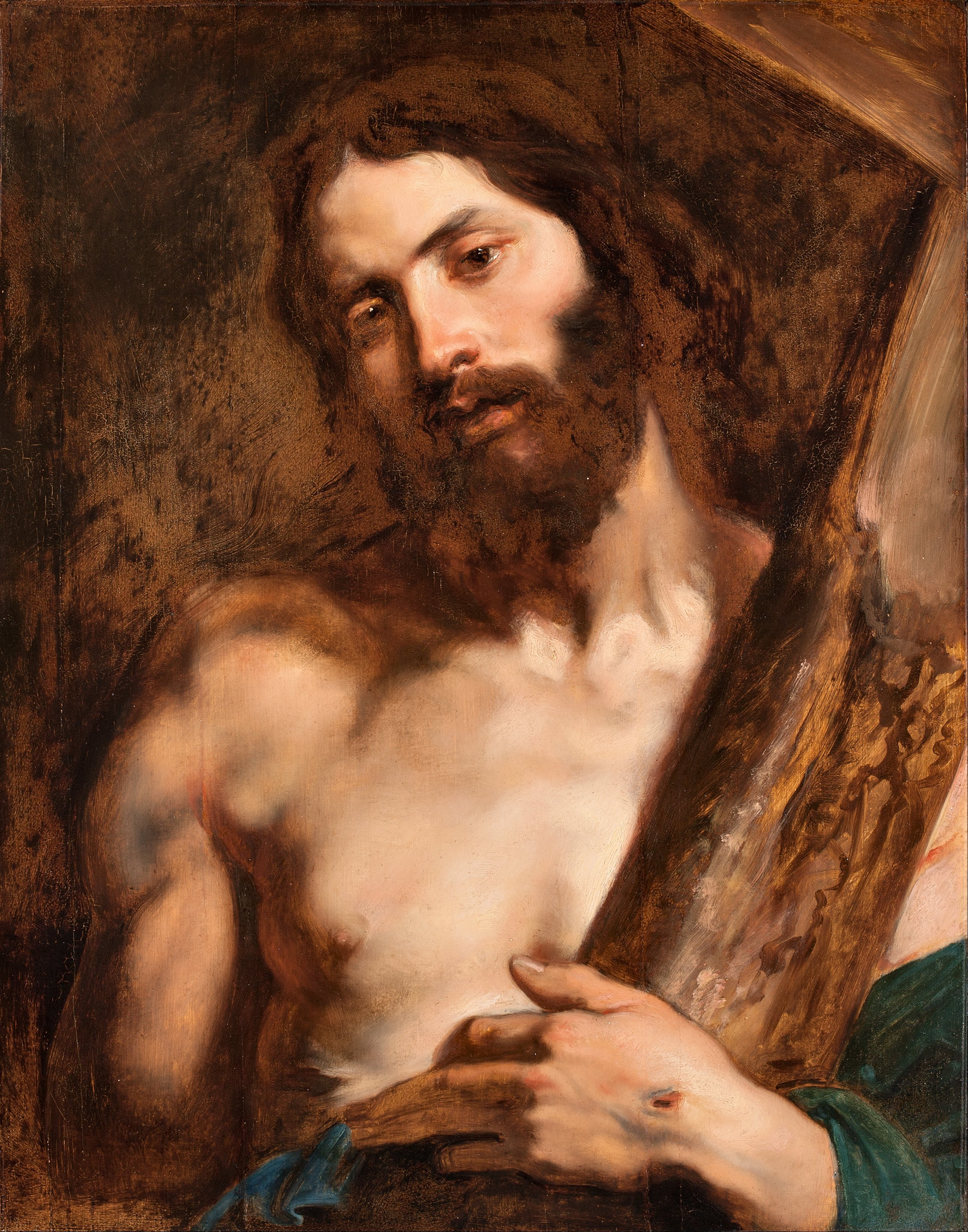
Jesucristo aparece en el vídeo musical como protagonista principal del videojuego

Alaska comienza a cantar de pie sobre una tarima, se la ve vestida con ropa ajustada negra y botas también negras, su cabello totalmente rojo significó un cambio importante en su imagen (lo llevará así hasta 2009) y Nacho solo con un pantalón oscuro, está colgado de cabeza al lado de ella. Detrás se ve un cielo rojo con ojos que se abren y cierran y ciempiés caminando por doquier. Cristo es atacado constantemente por varias criaturas a lo largo de los distintos niveles que explora: calaveras, calabazas de Halloween, fantasmas, serpientes, diablos, motosierras diabólicas, murciélagos y cabezas de dinosaurios; no sin antes defenderse con los rayos que lanza de su cuerpo. En mitad de la canción, el personaje, recibe los poderes de la Virgen María para hacerse más fuerte. En otro fragmento, y esta vez con forma de El Ojo que Todo lo Ve, despedaza lo que se ve como un cerebro humano. Por último, Alaska y Nacho desaparecen del juego y en el último nivel Jesucristo una vez más con forma de El Ojo que Todo lo Ve se enfrenta contra el jefe final: Divine y su perro caniche. Esto simboliza la lucha entre el bien y el mal.  Cristo evade varios de los ataques del perro, pero al final es alcanzado, muriendo. La canción termina de forma abrupta con el sonido de un disparo, seguidamente, mientras suena una melodía como las que se oyen cuando se pierde la partida en un videojuego, en la pantalla aparecen las frases "Game Over" y "Try Again".

### Vídeo «Revisión líquida»
El segundo videoclip fue dirigido por Jorge Ortiz, consiste básicamente en un plano secuencia de Alaska cantando sobre un croma azul con su abundante y cardado cabello rojo, cejas y labios rojos también y su piel blanca. Esto, intercalado con imágenes de un cementerio y al final del vídeo con simbología religiosa cristiana.

## Lista de canciones y formatos
| Sencillo promocional en vinilo de 7" publicado en España |                        |          |  |
| N.º                                                      | Título                 | Duración |  |
| 1.                                                       | «Sálvame» (Radio Edit) | 3:54     |  |
| 2.                                                       | «Sálvame» (Deja-Vu)    | 4:05     |  |

| Maxisencillo en vinilo de 12" publicado en España |                        |          |  |
| N.º                                               | Título                 | Duración |  |
| 1.                                                | «Sálvame» (Babalú)     | 5:22     |  |
| 2.                                                | «Sálvame» (Mr. Hyde)   | 6:50     |  |
| 3.                                                | «Sálvame» (Dr. Jekyll) | 5:23     |  |
| 4.                                                | «Sálvame» (Flashback)  | 7:35     |  |

## Créditos y personal
- Alaska: voz, composición
- Ignacio Canut: composición
- Bazoka Nut: composición
- Pablo Sycet: composición
- Edith Salazar: coros, piano
- Danny Hyde: producción, remezcla